# エグバート (ウェセックス王)

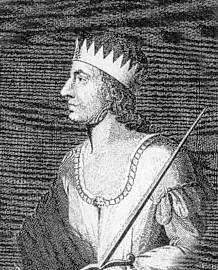
エグバート

エグバード（英: Egberd、古英: Ecgberht、または古英: Ecgbryht、769年頃 - 839年）は、イングランドの七王国の一つ、サクソン人のウェセックス王（在位: 802年 - 839年）。日本語訳によってはエジュベルフト、エグベルトとも。イングランドを初めて統一した王として知られる。

## 生涯
ケント王国の王族で、父親はケント王エルムンド。しかし先祖を辿るとチェウリン、チェルディッチなどウェセックスにつながる。ウェセックス王キュネウルフが暗殺されると王位を要求するが失敗。ウェセックス王国の事実上の支配者であったアングル人の王国マーシアのオファ王（在位：757年 - 796年）に追放されて、フランク王国のカール大帝の庇護を受けた。その後オファが没すると802年に帰国してウェセックスの王位に就く。
最初の20年間は不明な事がほとんどだが、恐らくは先王の治世下のウェセックスで影響下にあったマーシア王国からの独立を画策していたものと思われる。
823年にマーシア王ベオルンウルフをエランダンの戦いで破り、その後825年に後を継いだマーシア王ウィグラフを撃破。イングランドにおける覇権を手にし、827年にマーシアとハンバー川以南の領土を支配下に置き、ブレトワルダとなった。
妻をレドブルガとする文献もあるが、アングロサクソン年代記では何も語られていない。彼の後、息子エゼルウルフが王位を継承した。それまでウェセックス王国の王位はチェルディッチの末裔による権力闘争の末に決定していたが、エグバート以降はエグバートの血統が王位を継ぐ事となった。
エグバートは初めてイングランドを統一した王であるが、あくまで呼称したのはブレトワルダであり、イングランド王を初めて呼称し、同地を再統一したアゼルスタンをイングランド王国の初代君主とする見方が多い。